# CenturyLink Center Omaha
CenturyLink Center Omaha (zwana też Qwest Center Omaha, The Qwest, The Riverfront Center, The Omaha Convention Center & Arena) - arena położona w amerykańskim mieście Omaha w stanie Nebraska. Składa się z areny o pojemności 18 300, pawilonu wystawowego oraz sali konferencyjnej.

## Historia

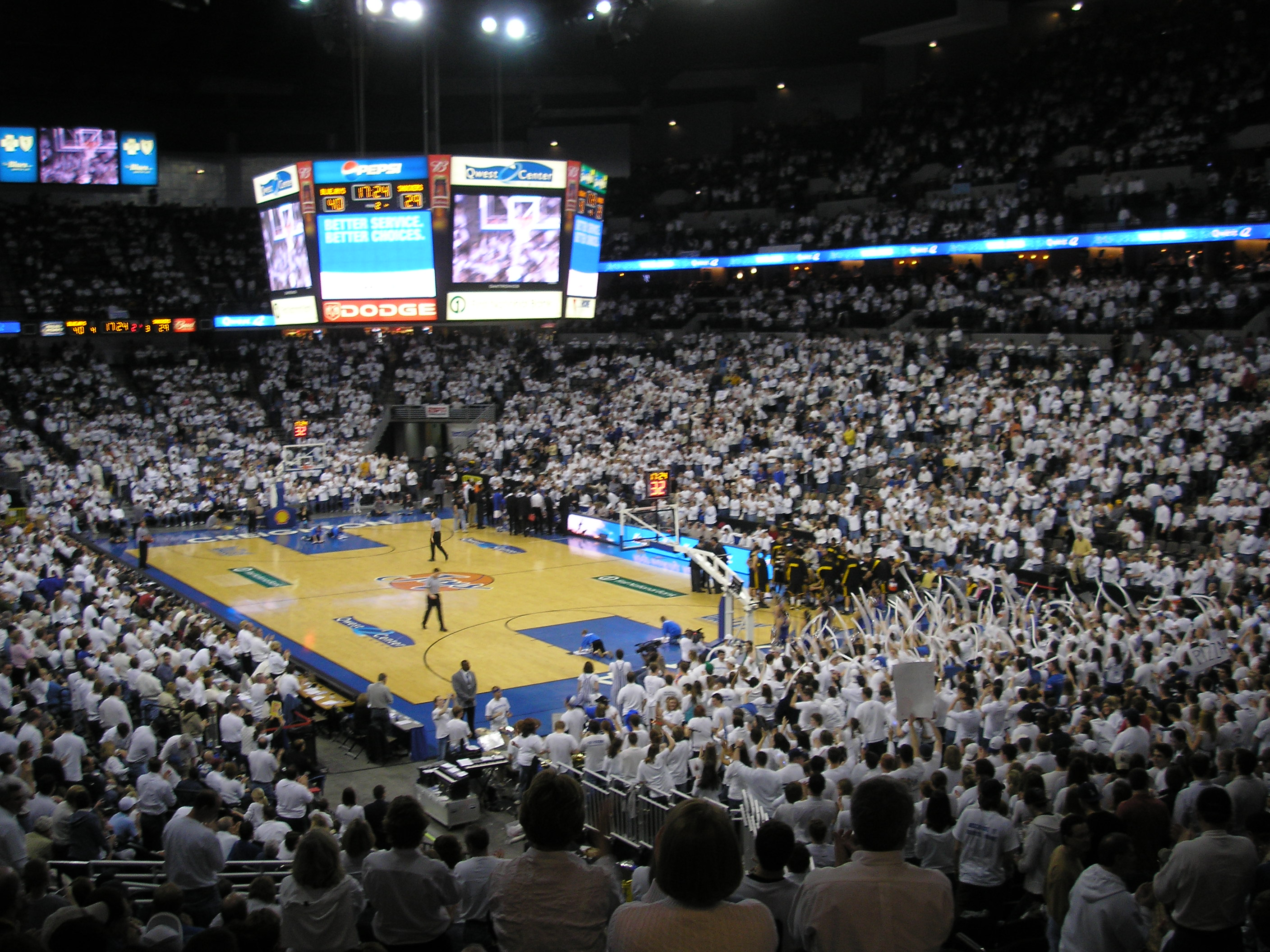
Wnętrze areny podczas meczu koszykarskiego White Out z Wichita St

W 2000 roku władze miasta oraz prywatni inwestorzy przekazali w sumie 291 milionów dolarów na budowę nowej areny, która została zaprojektowana przez DLR Group. Prawa do nazwy zostały zakupione przez operatora telekomunikacyjnego Qwest.
Qwest Center zastąpiła Omaha Civic Auditorium jako główną halę w mieście.
Qwest Center Omaha została otwarta we wrześniu 2003 roku z pojemnością 17 000 na koncertach, 15 500 na meczach koszykówki, 14 700 na meczach hokeja. W 2006 roku rozbududowano arenę zwiększając liczbę miejsc o 1500, co pochłonęło 5,7 milionów dolarów.
W arenie odbył się Judgment Day 2008 WWE.
Fragment dachu areny uległ zniszczeniu podczas sztormu 27 czerwca 2008 roku. Mimo iż uszkodzenia nie były poważne spowodowały zalanie części Qwest Center, w tym basenu wykorzystywanego w przygotowaniach do Letnich Igrzysk Olimpijskich 2008.
W 2011 hala zmieniła nazwę na CenturyLink Center Omaha w związku z wykupieniem firmy Qwest przez CenturyLink.